# Нускова
Нускова (словен. Nuskova, мађ. Dióslak) је насељено место у општини Рогашовци, Помурска регија, Словенија.

## Историја
До територијалне реорганизације у Словенији била је у саставу старе општине Мурска Собота.

## Становништво
У попису становништва из 2011. године, Нускова је имала 279 становника.
| Број становника према пописима | Број становника према пописима | Број становника према пописима |
| ------------------------------ | ------------------------------ | ------------------------------ |
| 1991                           | 2002                           | 2011                           |
| 360                            | 311                            | 279                            |

## Галерија
- извор минералне воде
- детаљ из извора